# Готель «Едем»
«Готель „Едем“» («Отель „Эдем“») — радянський художній фільм 1991 року, знятий режисером Володимиром Любомудровим на студії «СКІФи».

## Сюжет
Молоді дуже милі жінки — Віра, Надія, Любов — приїхали до Криму відпочити. Поселяються в готелі «Едем» і не знають про те, що за диявольським задумом кожен, хто прибув у цей готель, повинен на сьомий день вдатися до гріховних втіх, а на тринадцятий — віддати душу…

## У ролях
- Леонід Марков — головна роль
- Тетяна Догілева — відьма, прислужниця
- Олександр Панкратов-Чорний — Сашко, ангел-охоронець
- Ольга Толстецька — Віра
- Катерина Урманчеєва — Надія
- Маргарита Шубіна — Любов
- Ірина Гордіна — супутниця Саші
- Роман Громадський — директор готелю
- Борис Романов — бармен
- Володимир Січкар — масажист
- Олег Штефанко — рятувальник
- Микола Романов — підручний
- Віктор Борцов — Вася, чоловік Люби
- Олексій Бурикін — Альоша, чоловік Віри
- Олександр Мохов — Сашко, чоловік Наді
- Віктор Сергєєв — художник
- Сергій Пєнкін — співак у ресторані

## Знімальна група
- Режисер — Володимир Любомудров
- Сценаристи — Анатолій Галієв, Володимир Любомудров
- Оператор — Микола Васильков
- Композитор — Олександр Харютченко
- Художники — Андрій Безсоліцин, Тетяна Хотиненко